# Rally van Polen
De Rally van Polen, formeel Rajd Polski en internationaal Rally Poland, is het grootste rallyevenement van Polen en was tot drie keer toe, in 1973 en 2009, en tussen 2014 en 2017 een ronde van het wereldkampioenschap rally. Daarnaast heeft het ook lange tijd een prominente plaats gehad op de kalender van het Europees rallykampioenschap, naast dat het ook deel uitmaakt van het Pools rallykampioenschap. Het is na de Rally van Monte Carlo de oudste rally ter wereld.
De rally was lange tijd voornamelijk een asfaltwedstrijd, maar wordt sinds 2005 volledig op onverhard verreden.

## Lijst van winnaars

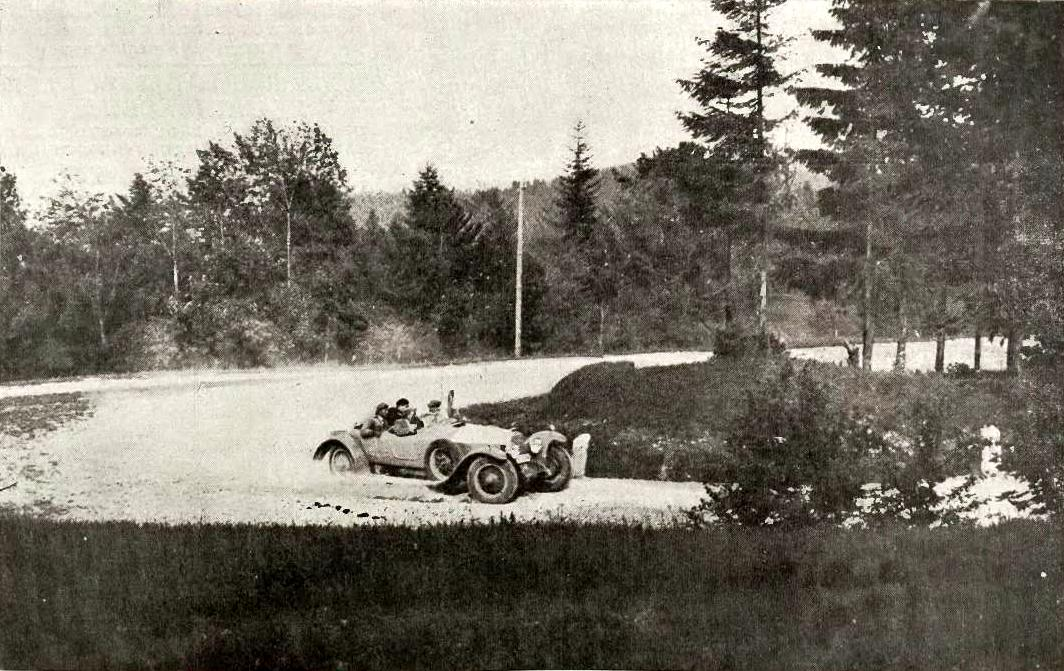
Een deelnemer actief tijdens een vooroorlogse editie van het evenement

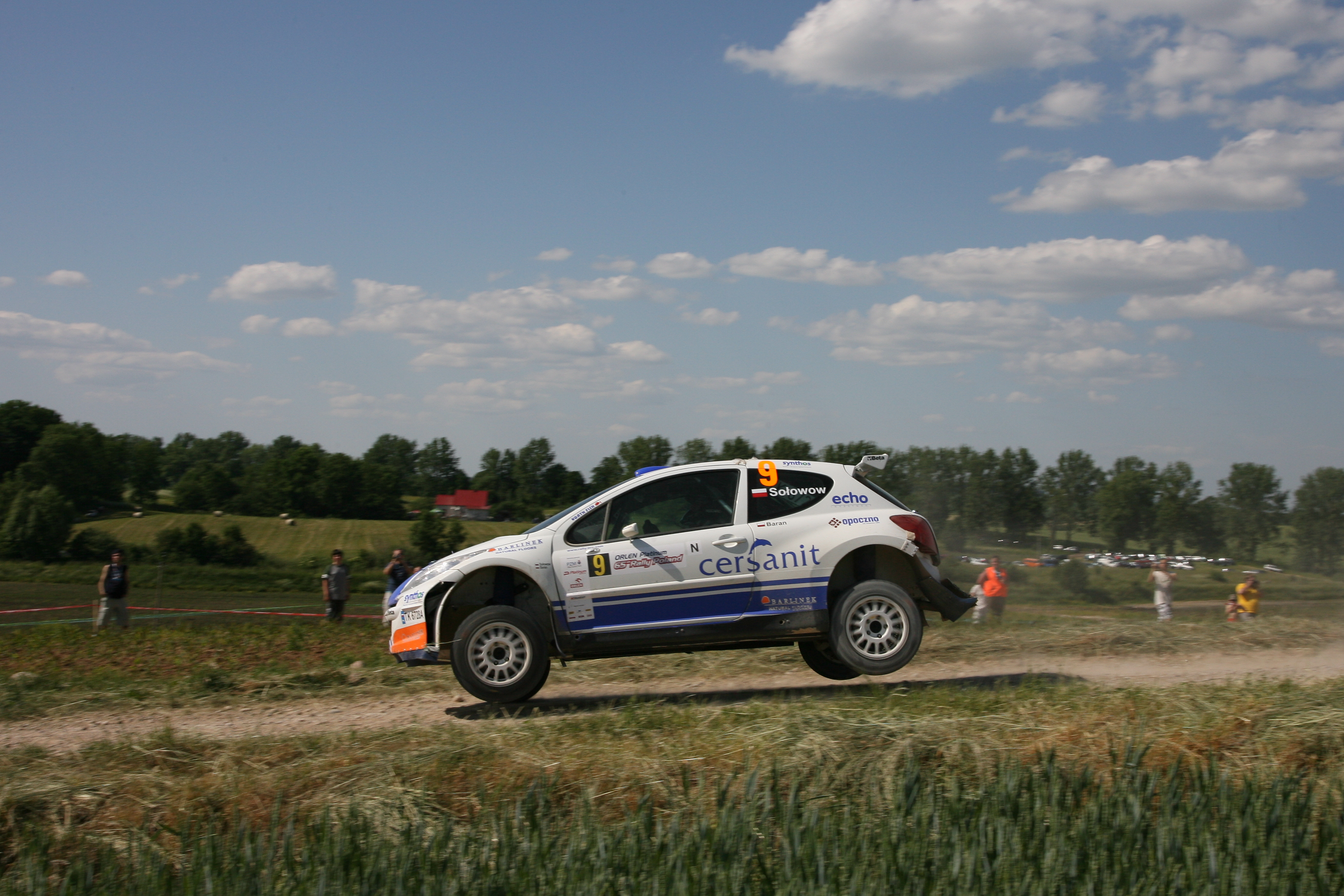
Michał Sołowow over een jump in 2008

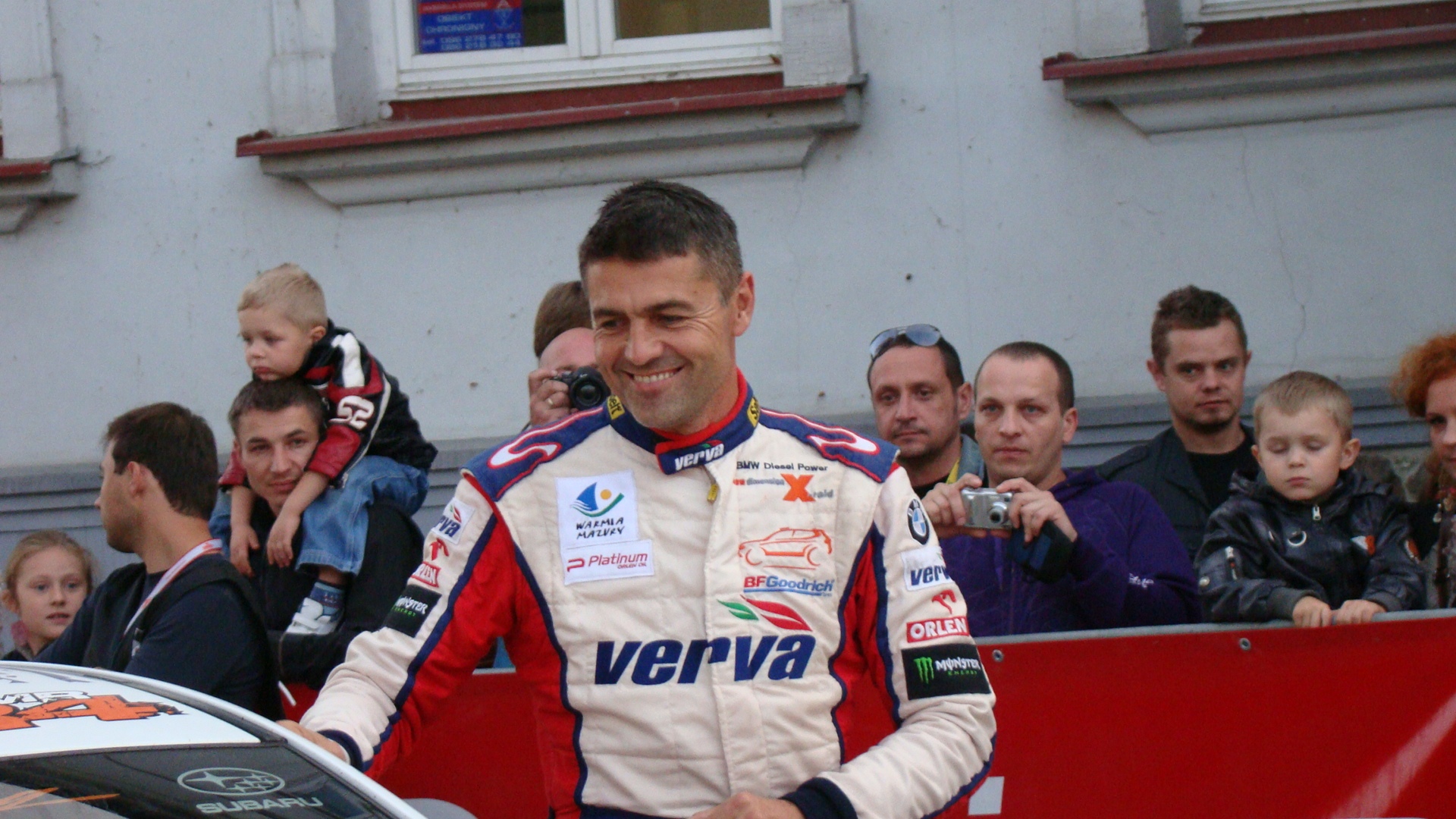
Drievoudig winnaar Krzysztof Hołowczyc tijdens de rally in 2011

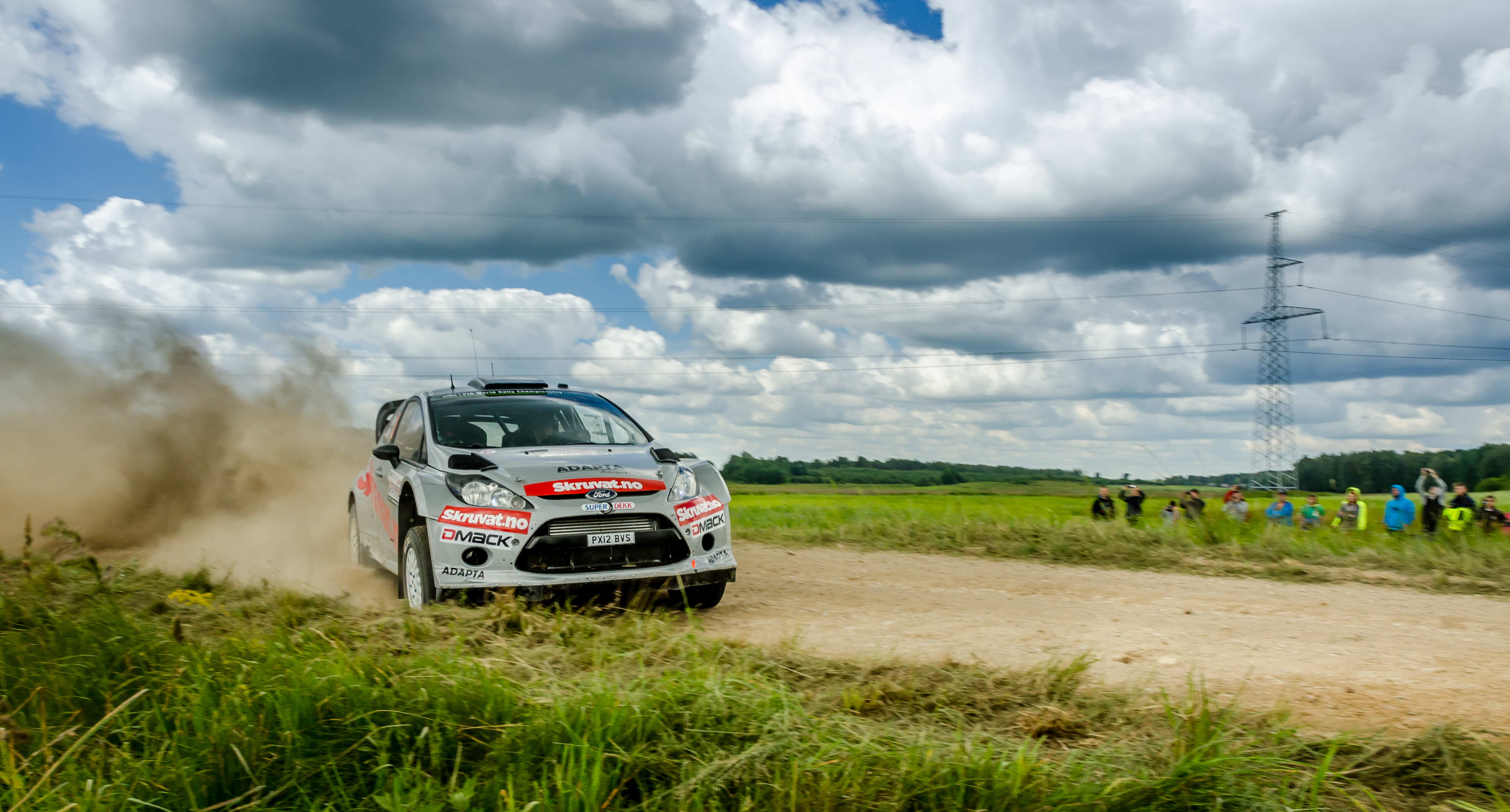
Henning Solberg in actie tijdens de rally in 2014, dat jaar terugkerend in het WK

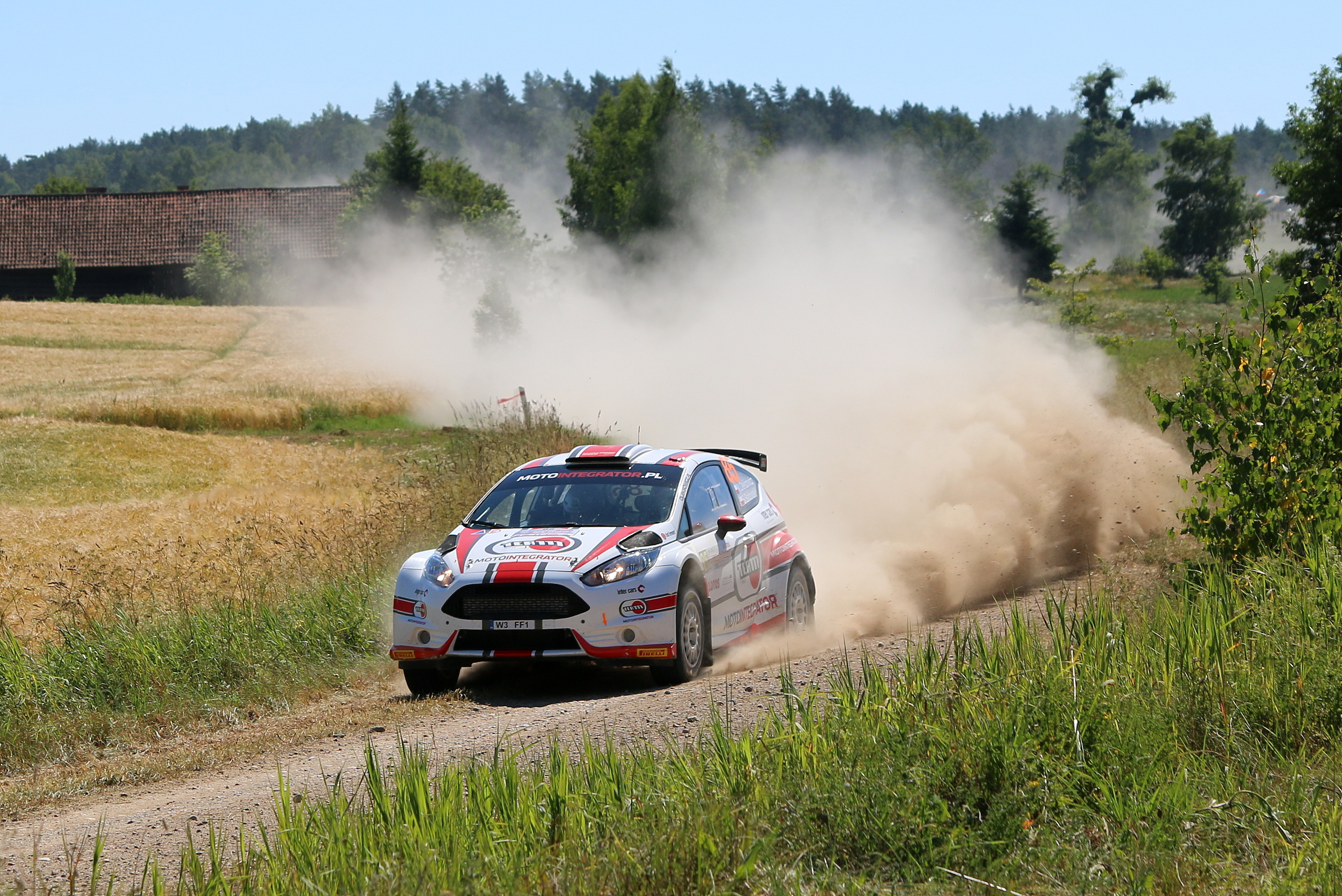
Een Poolse deelnemer actief in de 2015 editie

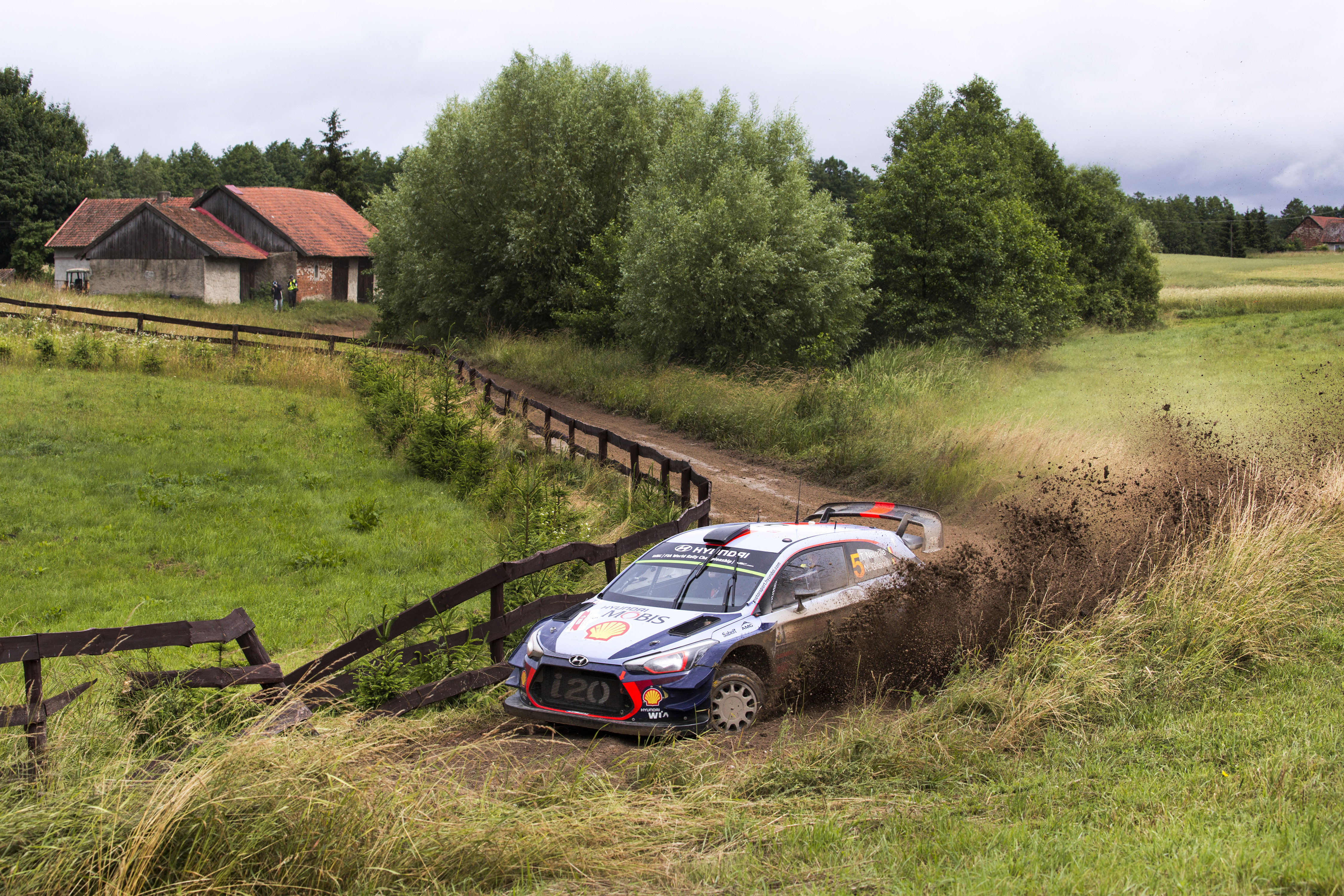
De voorlopig laatste WK-editie vond plaats in 2017, hier met Thierry Neuville de winnaar

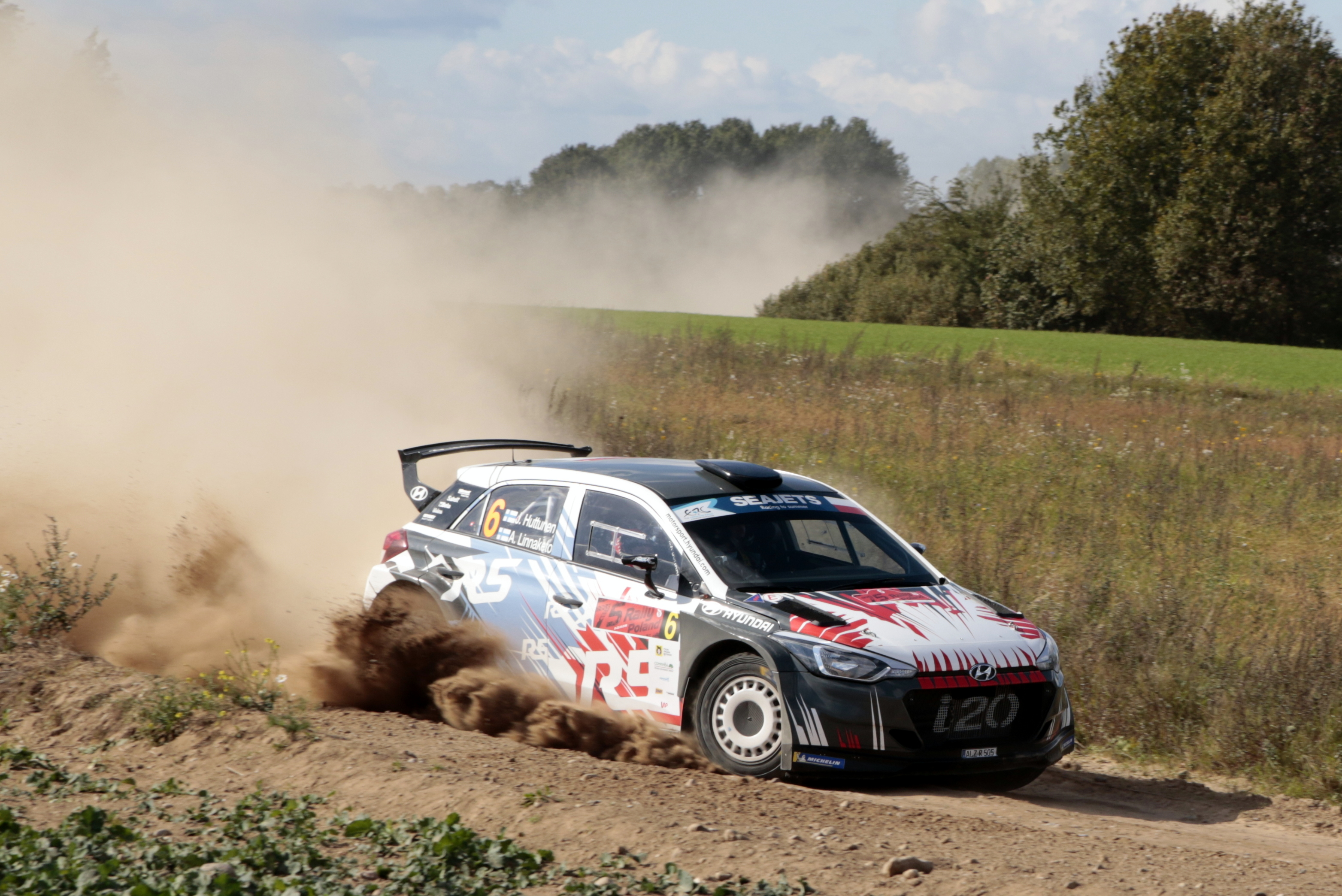
Tweevoudig runner-up Jari Huttunen in 2018

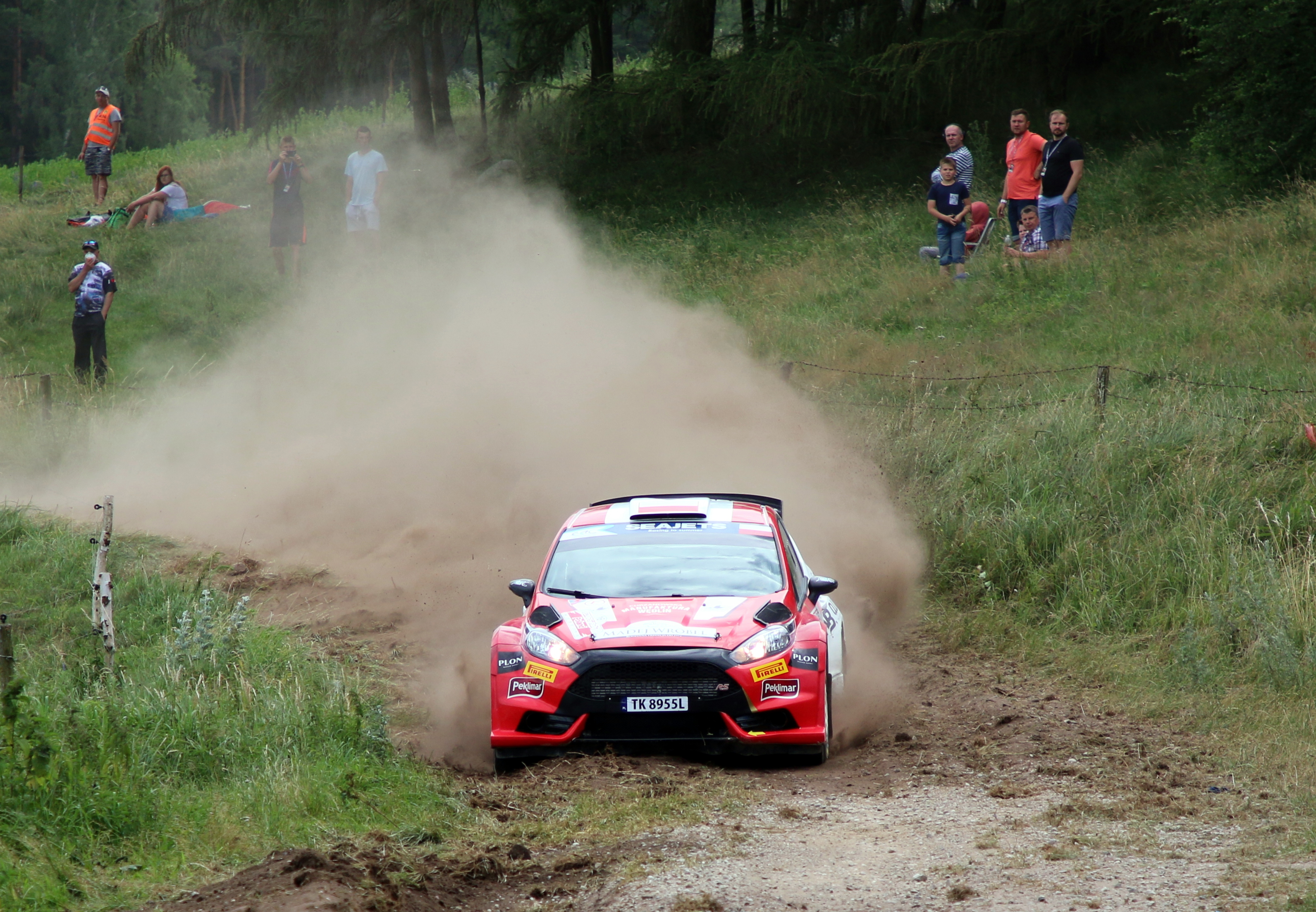
Beeld uit de rally in 2019

| Editie | Seizoen     | Rijder                 | Navigator            | Auto                       | Auto                       |
| ------ | ----------- | ---------------------- | -------------------- | -------------------------- | -------------------------- |
| 80     | 2024        | Kalle Rovanperä        | Jonne Halttunen      | Toyota GR Yaris Rally1     | Toyota GR Yaris Rally1     |
| 76     | 2019        | Aleksej Loekjanjoek    | Aleksej Arnautov     | Citroën C3 R5              | Citroën C3 R5              |
| 75     | 2018        | Nikolaj Gryazin        | Jaroslav Federov     | Škoda Fabia R5             | Škoda Fabia R5             |
| 74     | 2017        | Thierry Neuville       | Nicolas Gilsoul      | Hyundai i20 Coupé WRC      | Hyundai i20 Coupé WRC      |
| 73     | 2016        | Andreas Mikkelsen      | Anders Jæger         | Volkswagen Polo R WRC      | Volkswagen Polo R WRC      |
| 72     | 2015        | Sébastien Ogier        | Julien Ingrassia     | Volkswagen Polo R WRC      | Volkswagen Polo R WRC      |
| 71     | 2014        | Sébastien Ogier        | Julien Ingrassia     | Volkswagen Polo R WRC      | Volkswagen Polo R WRC      |
| 70     | 2013        | Kajetan Kajetanowicz   | Jarowslaw Baran      | Ford Fiesta R5             | Ford Fiesta R5             |
| 69     | 2012        | Esapekka Lappi         | Janne Ferm           | Škoda Fabia S2000          | Škoda Fabia S2000          |
| 68     | 2011        | Kajetan Kajetanowicz   | Jarowslaw Baran      | Subaru Impreza STi         | Subaru Impreza STi         |
| 67     | 2011        | Kajetan Kajetanowicz   | Jarowslaw Baran      | Subaru Impreza STi         | Subaru Impreza STi         |
| 66     | 2009        | Mikko Hirvonen         | Jarmo Lehtinen       | Ford Focus RS WRC 09       | Ford Focus RS WRC 09       |
| 65     | 2008        | Michal Bebenek         | Grzegorz Bebenek     | Mitsubishi Lancer Evo IX   | Mitsubishi Lancer Evo IX   |
| 64     | 2007        | Oscar Svedlund         | Björn Nilsson        | Subaru Impreza WRX STi     | Subaru Impreza WRX STi     |
| 63     | 2006        | Leszek Kuzaj           | Maciej Szczepaniak   | Subaru Impreza WRX STi     | Subaru Impreza WRX STi     |
| 62     | 2005        | Krzysztof Holowczyc    | Lukasz Kurzeja       | Subaru Impreza WRX STi     | Subaru Impreza WRX STi     |
| 61     | 2004        | Luca Pedersoli         | Daniele Vernuccio    | Peugeot 306 Maxi           | Peugeot 306 Maxi           |
| 60     | 2003        | Miguel Campos          | Carlos Magelhães     | Peugeot 206 WRC            | Peugeot 206 WRC            |
| 59     | 2002        | Janusz Kulig           | Jarowslaw Baran      | Ford Focus RS WRC 01       | Ford Focus RS WRC 01       |
| 58     | 2001        | Leszek Kuzaj           | Andrzej Górski       | Toyota Corolla WRC         | Toyota Corolla WRC         |
| 57     | 2000        | Henrik Lundgaard       | Jens Christian Anker | Toyota Corolla WRC         | Toyota Corolla WRC         |
| 56     | 1999        | Robert Gryczynski      | Tadeusz Burkacki     | Toyota Corolla WRC         | Toyota Corolla WRC         |
| 55     | 1998        | Krzysztof Holowczyc    | Maciej Wislawski     | Subaru Impreza WRC97       | Subaru Impreza WRC97       |
| 54     | 1997        | Patrick Snijers        | Dany Colebunders     | Ford Escort WRC            | Ford Escort WRC            |
| 53     | 1996        | Krzysztof Holowczyc    | Maciej Wislawski     | Toyota Celica Turbo 4WD    | Toyota Celica Turbo 4WD    |
| 52     | 1995        | Enrico Bertone         | Max Chiapponi        | Toyota Celica Turbo 4WD    | Toyota Celica Turbo 4WD    |
| 51     | 1994        | Patrick Snijers        | Dany Colebunders     | Ford Escort RS Cosworth    | Ford Escort RS Cosworth    |
| 50     | 1993        | Robert Droogmans       | Ronny Joosten        | Ford Escort RS Cosworth    | Ford Escort RS Cosworth    |
| 49     | 1992        | Erwin Weber            | Manfred Hiemer       | Mitsubishi Galant VR-4     | Mitsubishi Galant VR-4     |
| 48     | 1991        | Piero Liatti           | Luciano Tedeschini   | Lancia Delta Integrale 16V | Lancia Delta Integrale 16V |
| 47     | 1990        | Robert Droogmans       | Ronny Joosten        | Lancia Delta Integrale 16V | Lancia Delta Integrale 16V |
| 46     | 1989        | Robert Droogmans       | Ronny Joosten        | Ford Sierra RS Cosworth    | Ford Sierra RS Cosworth    |
| 45     | 1988        | Marc Soulet            | Philippe Willem      | Ford Sierra RS Cosworth    | Ford Sierra RS Cosworth    |
| 44     | 1987        | Attila Ferjancz        | János Tandari        | Audi Coupé quattro         | Audi Coupé quattro         |
| 43     | 1986        | Branislav Küzmic       | Rudi Šali            | Renault 5 Turbo            | Renault 5 Turbo            |
| 42     | 1985        | Branislav Küzmic       | Rudi Šali            | Renault 5 Turbo            | Renault 5 Turbo            |
| 41     | 1984        | Ingvar Carlsson        | Benny Melander       | Mazda RX-7                 | Mazda RX-7                 |
|        | 1983 - 1981 | Rally niet gehouden.   | Rally niet gehouden. | Rally niet gehouden.       | Rally niet gehouden.       |
| 40     | 1980        | Antonio Zanini         | Jorge Sabater        | Porsche 911 SC             | Porsche 911 SC             |
| 39     | 1979        | Antonio Zanini         | Juan Petisco         | Fiat 131 Abarth            | Fiat 131 Abarth            |
| 38     | 1978        | Antonio Zanini         | Juan Petisco         | Fiat 131 Abarth            | Fiat 131 Abarth            |
| 37     | 1977        | Bernard Darniche       | Alain Mahé           | Lancia Stratos HF          | Lancia Stratos HF          |
| 36     | 1976        | Andrzej Jaroszewicz    | Ryszard Zyszkowski   | Lancia Stratos HF          | Lancia Stratos HF          |
| 35     | 1975        | Maurizio Verini        | Francesco Rossetti   | Fiat Abarth 124 Rallye     | Fiat Abarth 124 Rallye     |
| 34     | 1974        | Klaus Russling         | Wolfgang Weiss       | Porsche Carrera RS         | Porsche Carrera RS         |
| 33     | 1973        | Achim Warmbold         | Jean Todt            | Fiat Abarth 124 Rallye     | Fiat Abarth 124 Rallye     |
| 32     | 1972        | Raffaele Pinto         | Luigi Macaluso       | Fiat 124 Sport Spyder      | Fiat 124 Sport Spyder      |
| 31     | 1971        | Sobieslaw Zasada       | Ewa Zasada           | BMW 2002 TII               | BMW 2002 TII               |
| 30     | 1970        | Jean-Claude Andruet    | Michèle Veron        | Alpine-Renault A110 1600   | Alpine-Renault A110 1600   |
| 29     | 1969        | Sobieslaw Zasada       | Ewa Zasada           | Porsche 911 S              | Porsche 911 S              |
| 28     | 1968        | Krzysztof Komornicki   | Zygmunt Wisniowski   | Renault 8 Gordini          | Renault 8 Gordini          |
| 27     | 1967        | Sobieslaw Zasada       | Ewa Zasada           | Porsche 912                | Porsche 912                |
| 26     | 1966        | Tony Fall              | Attis Krauklis       | BMC Mini Cooper S          | BMC Mini Cooper S          |
| 25     | 1965        | Rauno Aaltonen         | Tony Ambrose         | Morris Mini Cooper S       | Morris Mini Cooper S       |
| 24     | 1964        | Sobieslaw Zasada       | Ewa Zasada           | Steyr Puch 650 TR          | Steyr Puch 650 TR          |
| 23     | 1963        | Dieter Glemster        | Martin Braungart     | Mercedes 220 SE            | Mercedes 220 SE            |
| 22     | 1962        | Eugen Böhringer        | Peter Lang           | Mercedes 220 SE            | Mercedes 220 SE            |
| 21     | 1961        | Eugen Böhringer        | Rauno Aaltonen       | Mercedes 220 SE            | Mercedes 220 SE            |
| 20     | 1960        | Walter Schock          | Rolf Moll            | Mercedes 220 SE            | Mercedes 220 SE            |
| 19     | 1959        | Kurt Rüdiger           |                      | Wartburg                   | Gr.IV                      |
| 19     | 1959        | Krzysztof Komornicki   |                      | Simca Aronde               | Gr.V                       |
| 19     | 1959        | Henryk Rucinski        |                      | Ford Zephyr                | Gr.VIII                    |
| 19     | 1959        | Stanislaw Wierzba      |                      | FSO Syrena                 | Gr.III                     |
| 19     | 1959        | Andrzej Zymirski       |                      | Opel Olympia               | Gr.VII                     |
|        | 1958        | Rally niet gehouden.   | Rally niet gehouden. | Rally niet gehouden.       | Rally niet gehouden.       |
| 18     | 1957        | Adam Wedrychowski      |                      | AWZ P70                    | Gr.III-T                   |
| 18     | 1957        | Mlado Vukovic          |                      | DKW                        | Gr.IV-T                    |
| 18     | 1957        | S. Vidmar              |                      | Porsche 356 1300 S         | Gr.V-S                     |
| 18     | 1957        | Walerian Waryszewski   |                      | BMW 328                    | Gr.VII-S                   |
| 18     | 1957        | Mieczyslaw Sochacki    |                      | FSO Warszawa M-20          | Gr.VIII-T                  |
| 18     | 1957        | Marek Varisella        |                      | DKW F8                     | Gr.III-S                   |
| 18     | 1957        | Boleslaw Majkowski     |                      | Simca 8                    | Gr.V-T                     |
| 18     | 1957        | Wladyslaw Paszkowski   |                      | Opel Olympia               | Gr.VII-T                   |
| 17     | 1956        | Marian Repeta          |                      | FSO Warszawa M-20          | Gr.VIII                    |
| 17     | 1956        | Jerzy Opiela           |                      | DKW                        | Gr.III                     |
| 17     | 1956        | Edward Niziolek        |                      | Citroën BL 11              | Gr.VII                     |
| 17     | 1956        | Janusz Solarski        |                      | Škoda 1100                 | Gr.IV-V                    |
| 17     | 1956        | Kazimierz Tarczynski   |                      | BMW                        | Gr.VI-S                    |
| 17     | 1956        | Jan Jagielski          |                      | Opel Olympia               | Gr.VI                      |
| 16     | 1955        | Edward Niziolek        |                      | Opel Olympia               | Gr.VI                      |
| 16     | 1955        | Boleslaw Majkowski     |                      | Ford de Luxe               | Gr.IX                      |
| 16     | 1955        | Marian Repeta          |                      | FSO Warszawa M-20          | Gr.VIII                    |
| 16     | 1955        | Henryk Olszewski       |                      | Škoda                      | Gr.IV-V                    |
| 16     | 1955        | Jerzy Zaczeniuk        |                      | Citroën                    | Gr.VII                     |
| 16     | 1955        | Jacek Dzieciolowski    |                      | DKW                        | Gr.III                     |
| 16     | 1955        | Grzegorz Timoszek      |                      | BMW 328                    | Gr.Sport                   |
| 15     | 1954        | Alfons Zielkowski      |                      | DKW                        | 750 T                      |
| 15     | 1954        | Zbigniew Witkowski     |                      | Fiat 1100                  | 1100 T                     |
| 15     | 1954        | Edward Niziolek        |                      | Opel Olympia               | 1600 T                     |
| 15     | 1954        | Zygmunt Skoczkowski    |                      | Tatraplan                  | 2000 T                     |
| 15     | 1954        | Stanislaw Gustaw       |                      | FSO Warszawa M-20          | 2600 T                     |
| 15     | 1954        | Boleslaw Majkowski     |                      | Ford                       | 2600+T                     |
| 15     | 1954        | Stanislaw Rusiniak     |                      | BMW                        | 1600 S                     |
| 15     | 1954        | Franciszek Postawka    |                      | BMW 328                    | 1600+                      |
|        | 1953 - 1949 | Rally niet gehouden.   | Rally niet gehouden. | Rally niet gehouden.       | Rally niet gehouden.       |
| 14     | 1948        | Ivan Hodac             |                      | Aero Minor                 | Gr.I                       |
| 14     | 1948        | Vaclav Bobek           |                      | Škoda 1101                 | Gr.II                      |
| 14     | 1948        | Julian Laczynski       |                      | Lancia                     | Gr.III                     |
| 14     | 1948        | A. Anton               |                      | BMW                        | Gr.IV                      |
| 14     | 1948        | Jiri Pohl              |                      | Jaguar                     | Gr.V                       |
| 14     | 1948        | Józef Sucharda         |                      | Jaguar                     | Gr.VI                      |
| 13     | 1947        | Marian Wierzba         |                      | Lancia Super Sport         | Gr.III                     |
| 13     | 1947        | Witold Rychter         |                      | Chevrolet Master Sedan     | Gr.V                       |
| 13     | 1947        | Zygmunt Andrzejewski   |                      | Willys-Overland            | Gr.IV                      |
| 13     | 1947        | Edward Loth            |                      | Kdf                        | Gr.II                      |
| 13     | 1947        | Alfred Pecko           |                      | DKW                        | Gr.I                       |
|        | 1946 - 1940 | Rally niet gehouden.   | Rally niet gehouden. | Rally niet gehouden.       | Rally niet gehouden.       |
| 12     | 1939        | Tadeusz Marek          |                      | Chevrolet Master Sedan     | Gr.IV                      |
| 12     | 1939        | Stefan Grossman        |                      | Citroën                    | Gr.II                      |
| 12     | 1939        | Stefan Pronaszko       |                      | Renault Primaquatre        | Gr.III                     |
| 12     | 1939        | Renato Ghisalba        |                      | Fiat 1100                  | Gr.I                       |
| 11     | 1938        | Jan Ripper             |                      | Fiat 1100                  | Gr.I                       |
| 11     | 1938        | Stanislaw Szwarcsztajn |                      | Lancia Aprilia             | Gr.II                      |
| 11     | 1938        | Hans Rauch             |                      | Mercedes 230               | Gr.IV                      |
| 11     | 1938        | Witold Rychter         |                      | Chevrolet Master Sedan     | Gr.V                       |
| 11     | 1938        | Jerzy Strenger         |                      | Citroën Légère             | Gr.III                     |
| 10     | 1937        | Paul von Guillaeume    |                      | Adler Trumpf               | Gr.II                      |
| 10     | 1937        | Aleksander Mazurek     |                      | Chevrolet Master Sedan     | Gr.V                       |
| 10     | 1937        | Wojciech Kolaczkowski  |                      | DKW Meisterklasse          | Gr.I                       |
|        | 1936 - 1931 | Rally niet gehouden.   | Rally niet gehouden. | Rally niet gehouden.       | Rally niet gehouden.       |
| 9      | 1930        | Michal Bitny-Szlachta  |                      | Ford                       | Gr.A                       |
| 9      | 1930        | Zygmunt Rahnenfeld     |                      | Fiat 525                   | Gr.B                       |
| 9      | 1930        | Adam hr. Potocki       |                      | Austro-Daimler             | Gr.C                       |
| 8      | 1929        | Adam hr. Potocki       |                      | Austro-Daimler             | Gr.D                       |
| 8      | 1929        | Josef Vermirovsky      |                      | Tatra                      | Gr.F                       |
| 8      | 1929        | Teodor Kredl           |                      | Praga Piccolo              | Gr.G                       |
| 8      | 1929        | Jan Ripper             |                      | Tatra                      | Gr.E                       |
| 8      | 1929        | Jaroslav Heusler       |                      | Praga Grand                | Gr.C                       |
| 8      | 1929        | Aachim Baron Haebler   |                      | Maybach                    | Gr.B                       |
| 7      | 1928        | Cipriano Illiano       |                      | Fiat 109                   | Fiat 109                   |
| 6      | 1927        | Stanislaw Szwarcsztajn |                      | Austro-Daimler             | Austro-Daimler             |
| 5      | 1925        | Charles Betague        |                      | Austro-Daimler             | Austro-Daimler             |
| 4      | 1924        | Henryk Liefeld         |                      | Austro-Daimler             | Austro-Daimler             |
| 3      | 1923        | Henryk Liefeld         |                      | Austro-Daimler             | Austro-Daimler             |
| 3      | 1923        | Jan Siroucek           |                      | Praga Grand                | Praga Grand                |
| 2      | 1922        | Hans Lorenz            |                      | Steyr                      | Steyr                      |
| 1      | 1921        | Tadeusz Heyne          |                      | Dodge                      | Dodge                      |